# Ptah
Ptah, ook gespeld als Peteh was in de Egyptische Mythologie in het Oude Rijk de vergoddelijking van de primordiale wereld in de Enneadische kosmogonie, dat letterlijk Ta-tenen werd genoemd met de betekenis van verrezen land, of als Tanen, met de betekenis van ondergelopen land.
Het was de lokale godheid van de stad Memphis, die in het Oude Rijk lange tijd de hoofdstad was. Er is een versie van het Egyptisch scheppingsverhaal waarin niet de zonnegod Ra de god van de schepping is, maar Ptah. Deze versie staat vereeuwigd op de Steen van Palermo die ooit de tempel van Ptah in Memphis sierde. Dit heiligdom noemde men Hwt-ka-Ptah oftewel "Huis van de Geest van Ptah".
Hij is de gezel van Bastet en haar woeste aspect Sechmet en wordt voorgesteld als een rijzige man met sluitende kleding en een nauwe hoofdkap. Hij draagt een staf waarin het Djed-teken, de Was-scepter en het ankh-teken zijn gecombineerd. Vanaf het Middenrijk werd hem ook een rechte baard gegeven.
Ptah is de pottenbakker onder de goden en ook de brenger van de smeedkunst en de beeldhouwkunst. Hij schiep de mensheid op zijn pottenbakkerswiel en staat de mensheid altijd bij. Hij vormde ze uit klei en blies er een goddelijke vonk in (vergelijk Genesis). Van hem wordt ook gezegd dat hij de wereld schiep "met gedachten uit zijn hart en woorden van zijn tong".
Daarna volgde Ra hem op, vervolgens Shu, Geb, en Osiris. Dan greep Seth de macht maar deze werd verslagen door Horus.
De naam in transcriptie als Ḥwt-k3-Ptḥ (van Hwt-ka-Ptah of Hat-ka-Ptah "tempel van de Ka van Ptah") werd in het Grieks vertaald tot 'Αι γυ πτος' of 'Aeguptos'. In het oude Griekenland ging na verloop van tijd die naam van dit heiligdom over op het gehele gebied: het is de naam van Egypte.
Men beschouwde Imhotep, die de trappenpiramide bouwde, als zijn zoon.
In het Oude Rijk versmolt zijn cultus met die van de valkgod Sokar of Sokaris. Uit deze combinatie ontstond de begrafenisgod Ptah-Sokar. Vanzelf nam deze godheid geleidelijk attributen van de dodengod Osiris over. Zo ontstond Ptah-Sokar-Osiris, waarvan vaak beeltenissen werden als grafgift meegegeven aan privépersonen.
De oude Grieken namen hem onder de naam Hephaistos op in hun pantheon.

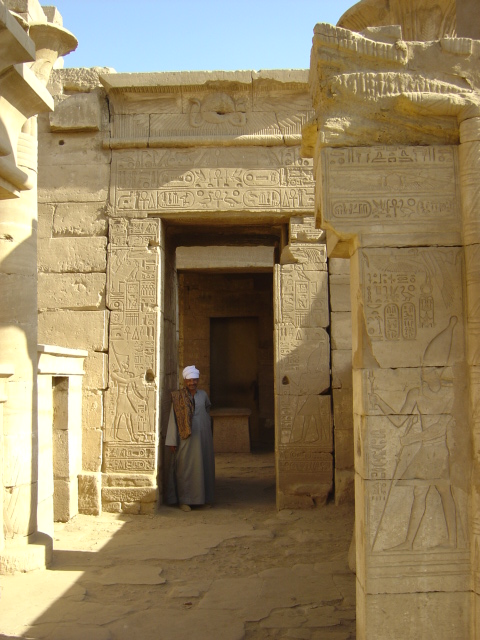
Tempel van Ptah in Karnak